# Seznam referenčnih podatkov za kemijske elemente
Seznam referenčnih podatkov za kemijske elemente je razdeljen v podakovne liste, ki vsebujejo vrednosti za številne lastnosti elementov, skupaj z različnimi referencami. Vsak podatkovni list je urejen po vrstnih številih.